# Org-mode
Org-mode est un mode de l'éditeur de texte GNU Emacs. Ce mode a été conçu pour permettre l'édition avancée de documents en texte simple et couvre différents cas d'utilisations : rédaction et suivi de listes de tâches à planifier et à réaliser, prise de notes (réflexions personnelles ou prises de notes de réunion) et publications de documents sous divers formats (HTML, PDF via LaTeX). Ainsi, des composants d'une liste de choses à faire peuvent se voir attribuer des échéances temporelles, des tags, des priorités...
L'intérêt particulier d'Org-mode est d'une part son extensibilité et d'autre part son intégration avec l'environnement Emacs. Org-mode s'intègre avec d'autres composants d'Emacs (comme BBDB, Gnus, VM, Wanderlust) ou des outils tiers comme Firefox, afin de maintenir des références vers des informations nécessaires à la réalisation d'une tâche (liens web, emails, coordonnées d'une personne par exemple).
Org-mode est un outil compatible avec la méthode d'organisation personnelle GTD (Getting Things Done) et en reprend certains points clefs (collecte régulière des choses à faire via le module remember.el (remplacé depuis par org-capture), planification, revue, tri...).
Org-mode peut aussi avec profit être utilisé comme langage de balisage léger. Dans ce cas, les documents cibles nativement supportés peuvent être en HTML, LaTeX, OpenDocument, iCalendar ou en texte pur. Org-mode est distribué avec quatre autres formats d'export pris en charge (mais non activés par défaut), que sont Beamer (une classe LaTeX pour créer des présentations), Markdown, Texinfo et sous forme de man-page Unix. Org peut également être utilisé comme outil de programmation lettrée, voire de recherche reproductible (en).
Org-mode dispose enfin d'extensions permettant de lire et d'éditer ses notes depuis des téléphones, notamment sur iOS et Android.
Org-mode fait partie d'Emacs depuis sa version 22, mais il est également disponible séparément.